# Victor Fris (historien)
Pour les articles homonymes, voir Victor Fris et Fris.
Victor Fris, né à Grammont le 18 février 1877 et décédé à Ixelles le 24 mai 1925, est un historien, professeur à l'Université de Gand, archiviste communal et bibliographe.
Il est principalement connu du grand public comme étant l'auteur de l’Histoire de Gand, publiée en 1913.

## Ses publications
- Bibliographie de l’histoire de Gand depuis les origines jusqu’à la fin du XVe siècle, 1907.
- Victor Fris, Note sur la valeur de la « Recherche des antiquités et noblesse de Flandre » de Philippe de l'Espinoy, dans : Bulletin de la Commission Royale d'Histoire, no 79, 1910, p. 289-340.
- Histoire de Gand, publiée en 1913.
- Laus Gandae : éloges et descriptions de Gand à travers les âges, 1914.
- Bibliographie de l’histoire de Gand depuis l’an 1500 jusqu’en 1850, 1921.